# 奇斯訥迪耶

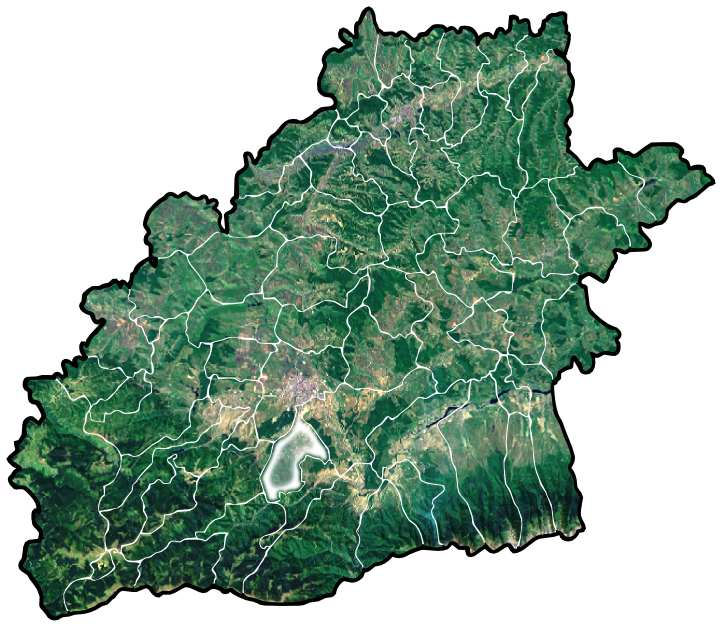

奇斯訥迪耶（羅馬尼亞語：Cisnădie，羅馬尼亞語發音：[t͡ʃisnəˈdi.e]）是羅馬尼亞錫比烏縣的城鎮，位於該國中部，距離县府錫比烏8公里，面積277.13平方公里，海拔高度453米，2009年人口16,106，大多數居民信奉東正教。

## 友好城市
- 法國 蒂耶里堡[1]

## 外部連結
- （罗马尼亚文） Official website（页面存档备份，存于）
- （罗马尼亚文） Tur virtual 360 Cetatea Cisnadioara
- （德文） Website of the Lutheran Parish - contains history of the fortified complex and description of the expositions

1. ↑  Ville de Château-Thierry. . chateau-thierry.fr.   [2021-01-26]. （原始内容存档于2021-09-19） （法语）.